# Scinax fontanarrosai
Scinax fontanarrosai — вид земноводних з роду Scinax родини райкових (Hylidae). Описаний у 2019 році.

## Етимологія
Вид названо на честь аргетинського письменника Роберто Фонтарроси (1944—2007) за його величезний внесок у аргентинську культуру.

## Поширення
Вид поширений на південному сході Південної Америки. Відомо 10 локалітетів на північному сході Аргентини (провінції Місьйонес та Коррієнтес) та 2 локалітети на півдні Бразилії (штат Ріо-Гранде-ду-Сул).

## Спосіб життя
Жаба живе у вологих саванах. Трапляється серед чагарникової рослинності. Сезон розмноження триває з жовтня до квітня. Спаровування відбувається після сильних дощів у тимчасових ставках.